# Eucyclogobius newberryi
Eucyclogobius newberryi, відомий як англ. tidewater goby (припливний бичок) — вид риб родини оксудеркових (Oxudercidae).

## Ареал
Зустрічається виключно у лагунах вздовж узбережжя Каліфорнії. Загалом ареал пролягає вздовж Тихоокеанського узбережжя Америки від гирла Сміт-Рівер у окрузі Дел-Норті на півночі, до лагуни Аква Едіонда у окрузі Сан-Дієго. Хоча раніш їх реєстрували у як мінімум 87 прибережних лагунах, у переважній більшості з яких цей вид знак, як на приклад у затоці Сан-Франциско.

## Охоронний статус

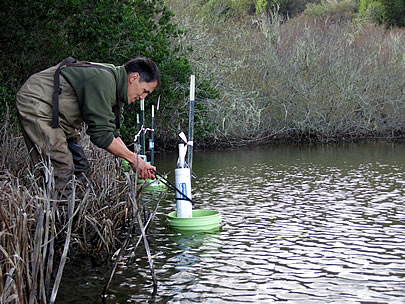
Біолог зі Служби національних парків США випускає бичків до природного середовища — частина відновлювальної програми.

За даними Служби національних парків США вид знаходиться на межі зникнення.